# Rory McCann
|  | For den irske cricketspiller, se Rory McCann (cricketspiller). |
Rory Philip McCann (født 24. april 1969) er en skotsk skuespiller og musiker, kendt for rollen som Sandor Clegane i tv-serien Game of Thrones.

## Udvalgt filmografi

### Film
- Alexander (2004) – Krateros
- Hot Fuzz (2007) – Michael "Lurch" Armstrong
- Clash of the Titans (2010) – Belo
- xXx: Return of Xander Cage (2017) – Tennyson "The Torch"

### Tv-serier
- Game of Thrones (2011–14; 2016–19) – Sandor Clegane